# Simon Njami
Simon Njami (Lausanne, 1962) és un escriptor, crític d'art i comissari d'exposicions suís. Entre els seus projectes expositius més recents destaquen Africa Remix (2004-2006); el primer Pavelló Africà a la Biennal de Venècia (2007), i Un somni útil: 50 anys de fotografia a l'Àfrica (2010). Njami ha estat cofundador i redactor en cap de Revue Noire i director artístic de les “Rencontres Africaines de la Photographie” de Bamako. La seva darrera obra publicada és una biografia de Leopold Sédar Senghor (París, Fayard, 2007).